# Ryan Benoit
Ryaen Michale Benoit, (født 25 august 1989 i San Diego i Californien i USA), er en amerikansk MMA-uddøver som siden 2013 har konkurreret i organisationen Ultimate Fighting Championship (UFC).

### Notater
1. ↑  "STATE OF NEVADA - 12-03-16MMA.pdf" (PDF). boxing.nv.gov. Hentet 24. august 2018.